# Wędrynia
Wędrynia is een dorp in de Poolse woiwodschap Opole. De plaats maakt deel uit van de gemeente Lasowice Wielkie en telt 476 inwoners.